# Prieta (manzana)
Prieta es una variedad cultivar de manzano (Malus domestica) Esta manzana es originaria de Asturias y es una de las 76 variedades de manzana que se incluyen en la D.O.P. Sidra de Asturias. Está cultivada en la colección de manzanos asturianos del SERIDA.

## Sinonimia
- "Manzana Prieta"[4]

## Características
El manzano de la variedad 'Prieta' tiene un vigor medio a reducido. Silueta de la estructura de ramificación (sistema de formación en eje): 12 a 13. Tipo de fructificación: III-II.
Época de inicio de floración (promedio periodo 2005-2009): De floración tardía, finales de la tercera decena de abril.
La variedad de manzana Prieta tiene un fruto de tamaño pequeño, con una forma globulosa y algunas oblonga, con una altura de 57 mm, y una anchura de 61-65 mm; con una relación altura-diámetro intermedia 0,85-0,95 a bastante elevada 0,96-1,05; posición del diámetro máximo en el medio. Pruina de la epidermis ausente, siendo la textura de la epidermis lisa, estado ceroso de la epidermis ausente o débil; color de fondo de la epidermis amarillo blanquecino o amarillo verdoso, extensión del sobrecolor alta a media; color del sobrecolor rojo marrón y rosado, con estrías rojo púrpura y rojo, con una intensidad de sobrecolor media, tipo color de superficie placas continuas con estrías, y con una cantidad de "russeting" (pardeamiento áspero superficial que presentan algunas variedades) baja a media.
Acostillado interior de la cubeta ocular medio; coronamiento final del cáliz también llamado perfil de cubeta es ligeramente ondulado o liso, apertura del ojo es cerrado y algunos algo abierto, y tamaño del ojo es mediano; profundidad de la cubeta ocular es poco profunda a media, y la anchura de la cubeta ocular es media a ancha, y la cantidad de "russeting" en cubeta ocular es alta. Longitud de los sépalos medianos 4-5 mm a largos >5 mm.
Longitud del pedúnculo corto 11-15 mm a mediano 16-20 mm, espesor del pedúnculo es delgado, profundidad cubeta peduncular es media a poco profunda, y la anchura de la cubeta peduncular es media a ancha, y la cantidad de "russeting" en la cubeta peduncular es media. Relación cubeta ocular-cubeta peduncular es cilíndrica.
Densidad de las lenticelas escasas, tamaño de las lenticelas es pequeño, siendo el color núcleo de la lenticela marrón, sin aureola. Color de la pulpa crema; apertura de lóculos en sección transversal, están cerrados o algo abiertos.
Maduración a finales de la primera a segunda década de octubre. Tardía.

## Rendimientos de producción
Producción: Entrada en producción rápida, y alcanza un nivel productivo medio en torno a >25 t/ha, nivel de alternancia bastante elevado (contrañada).
Rendimiento en mosto (l/100 kg): 68,0 ± 4,0. Azúcares totales (g/l): 99,7 ± 10,7. Acidez total (g/l H2SO4): 4,8 ± 0,6. pH: 3,4 ± 0,3. Fenoles totales (g/l ac. Tánico): 1,1 ± 0,1. Grupo tecnológico: Ácido.

## D.O.P. Sidra de Asturias
La Denominación de Origen Protegida (D.O.P.) sidra de Asturias se ha de elaborar exclusivamente con manzanas procedentes de parcelas asturianas inscritas en el “Consejo Regulador de la Denominación de Origen”, que es el organismo oficial que según el artículo 10 del reglamento (CEE 2081/92) acreditado para certificar que una sidra cumpla los requisitos establecidos en su reglamento para ser “Sidra de Asturias”.
En la actualidad (2018) cuenta con 31 lagares, 322 cosecheros y 843 hectáreas registradas y auditadas.

## Sensibilidades
- Oidio: ataque débil
- Moteado: ataque fuerte
- Momificado: ataque muy débil[9]
- Chancro del manzano: ataque fuerte.[5][10]